# سندرم درد میوفاسیال
سندرم درد میوفاسیال یک بیماری مزمن مربوط به درد می‌باشد. در این بیماری فشار بر روی نقاط حساس در عضلات، سبب درد در قسمت‌های به ظاهر نامربوط بدن می‌شود. به این نوع درد، درد ارجاعی گویند.
کلمه میوفاسیال ترکیبی از دو کلمه "میو" و "فاسیال" است. میو به معنی  عضله و فاسیال به معنی "مربوط به فاسیا" است.

### علائم
علائم و نشانه‌های سندرم درد میوفاسیال عبارتنداز:
- درد عمیق در عضلات
- دردی که ادامه دار باشد یا بدتر شود
- گرهی حساس در عضله
- مشکلات خواب به دلیل وجود درد

### چه موقع به پزشک مراجعه کنیم
اگر دچار درد عضلانی شدید که با گذشت زمان رفع نشد، به پزشک مراجعه کنید. تقریباً همه افراد گاه‌وبیگاه دچار درد عضلانی می‌شوند. اما اگر این درد با وجود استراحت ادامه یابد، به پزشک مراجعه کنید.

### دلایل
مناطق حساسی از فیبرهای عضلانی سفت می‌توانند پس از آسیب یا استفاده مفرط از عضلات مناطق حساسی ایجاد کنند. این نواحی حساس، نقاط ماشه‌ای نام دارند. یک نقطه ماشه‌ای در یک عضله می‌تواند سبب کشش و درد در طول عضله شود. اگر این درد ادامه دار باشد یا بدتر شود، پزشکان به این حالت سندرم درد میوفاسیال می‌گویند.

### عوامل خطرزا
سندرم درد میوفاسیال توسط یک تحریک ایجاد می‌شود، مانند فشار، که نقاط ماشه‌ای را در عضلات روشن می‌کند. عوامل خطرزا عبارتنداز:
- آسیب عضله
- استرس و عصبانیت

### عوارض
عوارض مرتبط با سندرم درد میوفاسیال عبارتنداز:
مشکلات خواب: علائم این بیماری ممکن است خواب شبانه فرد را مختل سازد. فرد در پیدا کردن پوزیشن مناسبی برای خواب مشکل داشته باشد.
فیبرومیالژیا: برخی پژوهش‌ها حاکی از آن هستند که سندرم درد فاسیال ممکن است در برخی افراد منجر به فیبرومیالژیا شود. فیبرومیالژیا یک بیماری مزمن است که تظاهرات آن به صورت درد گسترده می‌باشد. باور بر این است که مغز افراد مبتلا به فیبرومیالژیا به درد حساس‌تر است.

### تشخیص
درد شانه ناشی از سندرم درد میوفاسیال یکی از شایع‌ترین محلهای اولیه این درد، پشت کتف است. در این حالت یک نقطه درناک و حساس در پشت کتف (معمولاً در بالای زاویه داخلی کتف) قرار دارد؛ یعنی جایی که به پایین ستون فقرات گردنی نزدیک است. از سایر نقاط شایع این درد در پشت کتف، می‌توان به کناره داخلی کتف یعنی بین کتف و ستون فقرات سینه ای اشاره کرد.
در ابتدا درد در همین محل رخ می‌دهد و بعداً با پیشرفت بیماری، درد به پشت و یا بغل گردن، پشت قفسه سینه، جلوی قفسه سینه در همان سمت، و از همه مهم تر به شانه، بازو و حتی به انگشتان دست هم می‌رسد. گاهی همزمان با این این درد بیمار احساس ضعف در عضلات اطراف شانه و بازو نیز دارد.
درد ناشی از این بیماری نیز مثل سایر بیماری‌های اسکلتی – عضلانی مانند آرتروز مفاصل، با سرما و استرس و ناراحتی بیشتر شده و با گرما و آرامش کمتر می‌شود. این دردها معمولاً شب‌ها و با دراز کشیدن و استراحت کردن بدتر می‌شوند و ممکن است مانع خواب راحت بیمار گردند؛ و یا در طول شب چندین بار او را از خواب بیدار کنند یا حتی مانع خواب شوند. ممکن است با فشار دادن، کوبیدن و ضربه زدن روی نقطه دردناک احساس خوشایندی همراه با کاهش درد به بیمار دست دهد. به ندرت ممکن است بیمار احساس درد بسیار شدیدی کند و مجبور شود حتی شب به اورژانس مراجعه کند.
در معاینه، پزشک فشار ملایمی به ناحیه دردناک وارد می‌کند تا نواحی تنش‌زا را پیدا کند. برخی از روش‌های فشار دادن روی نقاط ماشه‌ای می‌تواند پاسخ‌های خاصی به دنبال داشته باشد. به عنوان مثال، فرد ممکن است دچار کشش عضلانی شود.
درد عضلانی می‌تواند دلایل بسیاری داشته باشد. این بیماری ممکن است با دردهای گردن (بیماری دیسک گردن) و یا بیماریهای قلبی هم اشتباه شود.
برای جلوگیری از این اشتباه، مهمترین وسیله، گرفتن شرح حال کامل و معاینه دقیق بیمار است. اگر پزشک فقط به عکس و ام آر آی (MRI) اکتفا کند، احتمال اشتباه بسیار زیاد است، چرا که حتی در افراد نرمال جامعه هم که اصلاً درد و بیماری گردن ندارند، به ویژه در سنین میانسالی و یا بالاتر، اگر عکس و ام آر آی گرفته شود احتمال دیدن بیماری دیسک گردن وجود دارد.
به عبارت دیگر اگر فرد کاملاً سالمی به ویژه در سنین متوسط و یا بالا را تحت عکس‌برداری و ام آر آی قرار دهیم، ممکن است که آرتروز گردن و یا بیرون زدگی دیسک گردن را به درجاتی ببینیم. پس مهم ترین راه افتراق سندرم درد میوفاسیال از بیماری‌های گردن همان شرح حال و معاینه دقیق است.

### درمان
درمان سندرم درد میوفاسیال معمولاً شامل دارو درمانی، تزریق به نقاط ماشه‌ای و فیزپوتراپی می‌باشد. هیچ از یک از درمان‌ها بر دیگری برتری ندارد. فرد بهتر است برای انتخاب بهترین روش درمانی با پزشک مشورت کند. بیمار ممکن است برای پیدا کردن بهترین روش درمانی، چندین روش را امتحان کند.
دارو درمانی
- داروهای مسکن
- داروهای ضد افسرگی: بسیاری از داروهای ضد افسردگی می‌توانند به کاهش درد کمک کنند. برای برخی از بیماران سندرم درد میوفاسیال، آمی‌تریپتیلین می‌تواند به کاهش درد کمک کند.
- قرص‌های آرام بخش: داورهایی مانند کلونازپام به شل شدن عضلات کمک می‌کنند.

فیزیوتراپی
روش‌های فیزیوتراپی برای کاهش درد ناشی از این بیماری عبارتنداز:
- تمرینات کششی
- تمرینات پوسترال یا وضعیتی
- ماساژ
- گرما درمانی
- استفاده از امواج فراصوت برای کمک به جریان یافتن خون

شیوه‌های تزریقی
تزریق استروئید به نقاط ماشه‌ای می‌تواند به کاهش درد  کمک کند. در برخی افراد تنها فروکردن سوزن می‌تواند کارساز باشد. به این روش سوزن‌کاری خشک می‌گویند. در این شیوه یک سوزن را به چند قسمت در داخل یا اطراف نقطه ماشه‌ای وارد می‌کنند. طب سوزنی نیز ممکن است برای برخی افراد مفید واقع شود.